# Inverlochy Castle
Inverlochy Castle is een kasteel, vlak bij de stad Fort William in de regio Highland van Schotland.

## Geschiedenis
Het kasteel is gebouwd omstreeks 1280 door de familie Comyn. Deze familie kende twee takken; de "Red Comyns" en de "Black Comyns". De eerstgenoemde tak bouwde het huidige kasteel. John Comyn, heer van Badenoch was vermoedelijk de eerste kasteelheer en hij overleed er in 1300.
Beide takken van de familie Comyn steunden John Balliol bij zijn strijd om de Schotse troon. Ze voerden strijd tegen Robert I van Schotland en werden in 1308 in de Slag bij Inverurie door hem verslagen. Robert I schonk het kasteel aan zijn bondgenoten, de familie MacDonald. Het kasteel werd in 1308 verlaten en is sindsdien alleen nog sporadisch in gebruik geweest.

## Bouw

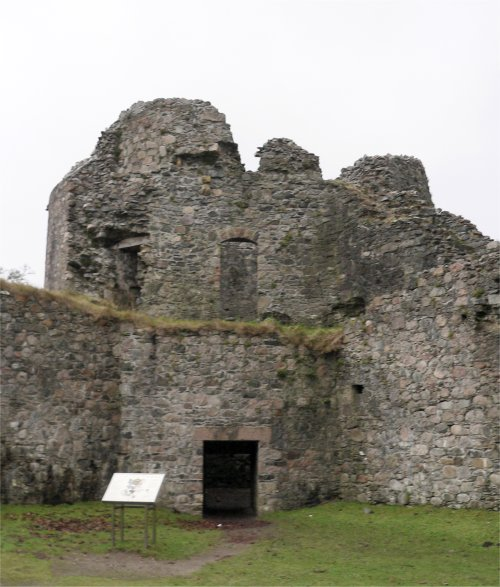
Comyn's Tower van Inverlochy Castle

Het kasteel heeft een simpele vierkante plattegrond, met op de vier hoeken een toren. Aan één zijde is het kasteel begrensd door de Lochy rivier. De andere drie zijdes werden in het verleden beschermd door een slotgracht. Het kasteel is strategisch gelegen bij Loch Linnhe. In twee muren bevindt zich een poort; de muur aan de zijde van de rivier en de zijde daar recht tegenover.
De grootste toren wordt de Comyn's Tower genoemd en bevatte na de bouw van het kasteel de verblijven van de kasteelheer. De toren bevat geen schoorsteen, dus de vertrekken werden in het verleden vermoedelijk verwarmd door brazieren.

## Beheer
Het beheer van Inverlochy Castle is in handen van Historic Environment Scotland.

## Overig
Enige kilometers vanaf Inverlochy Castle ligt tegenwoordig een hotel met dezelfde naam.